# Die Arbeiter von Wien
Die Arbeiter von Wien (Robotnicy Wiednia) – pieśń socjalistyczna powstała najprawdopodobniej w 1927 r., kiedy to podczas rewolty lipcowej zostało zastrzelonych 89 demonstrantów. Tekst napisał Fritz Brügel – wiedeński poeta, eseista i dziennikarz. Melodia została zapożyczona od radzieckiego marsza Белая Армия, Чёрный Барон (Biała Armia, Czarny Baron) skomponowanego przez Samuela Pokrassa w roku 1920.
Po raz pierwszy pieśń została wykonana w roku 1929, gdy w Wiedniu obchodzono 2. Międzynarodowy Dzień Młodzieży Robotniczej. Wielką popularność zyskała w trakcie walk między ruchem robotniczym a faszystami podczas austriackiej wojny domowej w roku 1934 – przeciwko austrofaszyzmowi wystąpili przede wszystkim robotnicy Wiednia, Styrii oraz Górnej Austrii. Powstanie zostało krwawo stłumione, ale pieśń Die Arbeiter von Wien weszła na stałe do kanonu międzynarodowych pieśni antyfaszystowskich.

## Tekst
Wir sind das Bauvolk der kommenden Welt,
wir sind der Sämann, die Saat und das Feld.
Wir sind die Schnitter der kommenden Mahd,
wir sind die Zukunft und wir sind die Tat.
Refren:
So flieg, du flammende, du rote Fahne,
voran dem Wege, den wir ziehn.
Wir sind der Zukunft getreue Kämpfer,
wir sind die Arbeiter von Wien.
Herrn der Fabriken, ihr Herren der Welt,
endlich wird eure Herrschaft gefällt.
Wir, die Armee, die die Zukunft erschafft,
sprengen der Fesseln engende Haft.
Ref.
Wie auch die Lüge uns schmähend umkreist,
alles besiegend erhebt sich der Geist.
Kerker und Eisen zerbricht seine Macht,
wenn wir uns rüsten zur letzten Schlacht.
Ref.